# Вазаријев коридор
Вазаријев коридор (итал. Corridoio Vasariano) представља уздигнут, затворени пролаз, који је саграђен 1564. године по налогу војводе Козима  са циљем спајања Палацо Векио са палатом Пити која се налази на другој обали реке Арно.

## Историја
Вазаријев коридор саградио је за пет месеци чувени архитекта Ђорђо Вазари, а по налогу војводе Козима  који је желео изградњом овог коридора неометано и слободно да се креће између своје резиденције - палате Пити и „Господарске палате” - Палацо Векио.
Генијални урбаниста Вазари је поводом венчања Франческа I са Јованком Аустријском 1565. године мајсторски повезао средњевековни град, до тада затворен у строге камене зидине, са новим градским квартом који се протезао преко реке на благе падине брежуљака око палате Пити, чија је изградња управо тада била у току. Тако је настао Вазаријев коридор кога називају „лепи ходник” или „уздигнута стаза”, која, једним делом окренута према брежуљцима, оивичава сам Арно. На свом путу, коридор пролази поред галерије Уфици, изнад кровова неколико објеката дуж обале реке, затим прелази преко моста Понте Векио, заобилази торањ Манели јер тадашњи власници нису хтели да дозволе градњу кроз торањ, те се коридор опет протеже изнад неколико зграда, све до спајања са палатом Пити. 
Након изградње коридора, Козимо I је протерао све месаре који су у то време на мосту Понте Векио имали своје радње и на њихово место доводи златаре који су опстали до данашњних дана. Тиме је хтео да се реши непријатног мириса меса који се осећао у делу коридора који прелази изнад моста, али и да поради на самој репутацији моста. 
Данас је већина коридора затворена за посетиоце.

### Хитлер и терористички напад
Кроз средину Понте Векио моста коридор карактерише низ панорамских прозора који гледају на реку Арно, у правцу моста Санта Тринита. Ти прозори су по налогу Бенита Мусолинија 1939. године заменили мање прозоре који су се налазили на мосту. Већи прозори су уграђени пред званичну посету Адолфа Хитлера Фиренци како би имао панорамски поглед на реку. Тиме је нарушен првобитан облик коридора.
Подручје најближе улазу у музеј Уфици било је тешко оштећено бомбашким нападом који је наручила италијанска мафија и који се догодио у ноћи 26. маја 1993. године. Аутомобил-бомба је експлодирао поред торња Пулћи, који се налази између улица Ломбертеска и Георгофили, оштетивши део галерије Уфици и уништивши неколико уметничких дела изложених на прилазном степеништу Вазаријевог коридора. Нека дела из XVII века претрпела су велика оштећења. Међу њима су Картароши, Манфредијев Концепт и Поклоњење пастира Герарда деле Нотија, док су друга дела овог уметника из Утрехта, чувеног по својим повечерјима, већ реконструисана.

## Галерија
- Улаз у коридор
- Коридор поред галерије Уфици
- Поглед са горњег спрата галерије Уфици
- Коридор изнад Лође
- Скретање изнад Лође
- Поглед на део коридора уз реку Арно
- Изнад моста Понте Векио
- Заобилази торањ Манели
- Скок преко улице Барди
- Црква Санта Фелићита
- ...преко балкона цркве Санта Фелићита
- Пролази са леве стране пећину Буонталенти
- ... и стиже до палате Пити